# 井溪镇
井溪镇，原为井溪乡，是中华人民共和国四川省达州市万源市下辖的一个乡镇级行政单位。2018年撤乡设镇。区划代码改为511781119。

## 行政区划
井溪镇下辖以下地区：
盐井坝村、落漩塘村、新场村、堰头村、猫坪村、竹园坝村、三岔湾村、响水洞村、黄沙槽村、皂角坝村、龙王坝村和坑塘村。